# Coprosma kirkii
Coprosma kirkii är en måreväxtart som beskrevs av Thomas Frederic Cheeseman. Coprosma kirkii ingår i släktet Coprosma och familjen måreväxter. Inga underarter finns listade i Catalogue of Life.